# Artrite enteropática
Artrite enteropátic é um tipo de artrite  associada à doença inflamatória intestinal (DII) ou a uma reação inflamatória do cólon. 
Problemas nas articulações são comuns nos pacientes com DII. Aproximadamente 20% deles vão sofrer de artrite enteropática.
Existem duas grandes categorias  – as que afetam as articulações centrais como as costas, pescoço, articulações sacroilíacas e as que afetam as articulações periféricas. Essas podem ser de um lado só ou dos dois lados, e pode afetar grandes ou pequenas articulações. Na maior parte das vezes as articulações das mãos e dos pés são atingidas dos dois lados ao mesmo tempo enquanto as do punho, joelho, cotovelo e quadril são afetadas de um lado só.
As articulações periféricas tendem a doer quando há alguma crise relacionada à doença inflamatória intestinal. 
Sempre considerar que pode haver outros fatores não relacionados à DII. E o fato de ter DII não significa que o paciente tenha ou terá  artrite.  